# Diocesi di Canapio
La diocesi di Canapio (in latino Dioecesis Canapitana) è una sede soppressa e sede titolare della Chiesa cattolica.

## Storia
Canapio, nell'odierna Tunisia, è un'antica sede episcopale della provincia romana dell'Africa Proconsolare, suffraganea dell'arcidiocesi di Cartagine.
Sono due i vescovi attribuibili a Canapio. Il cattolico Felice intervenne alla conferenza di Cartagine del 411, che vide riuniti assieme i vescovi cattolici e donatisti dell'Africa romana; in quell'occasione la sede non aveva vescovi donatisti. Redento prese parte al concilio antimonotelita del 646.
Dal 1989 Canapio è annoverata tra le sedi vescovili titolari della Chiesa cattolica; dal 14 ottobre 2015 il vescovo titolare è Jonny Eduardo Reyes Sequera, S.D.B., vicario apostolico di Puerto Ayacucho.

## Cronotassi dei vescovi
- Felice † (menzionato nel 411)
- Redento † (menzionato nel 646)

## Cronotassi dei vescovi titolari
- Paul Michael Boyle, C.P. † (15 aprile 1991 - 21 novembre 1997 nominato vescovo di Mandeville)
- John Ha Tiong Hock (17 gennaio 1998 - 21 giugno 2003 nominato arcivescovo di Kuching)
- Jonas Ivanauskas (18 ottobre 2003 - 11 febbraio 2012 nominato vescovo di Kaišiadorys)
- José Luiz Gomes de Vasconcelos (21 marzo 2012 - 8 luglio 2015 nominato vescovo di Sobral)
- Jonny Eduardo Reyes Sequera, S.D.B., dal 14 ottobre 2015